# Nybygger
Nybyggere er en betegnelse for enten:  a) mennesker som i vor forhistorie  emigrerede (ved folkevandring) til forskellige geografiske regioner for at bosætte sig, eller b)  personer, som i vor tid forlader deres fødeland/ fødested for at bosætte sig  permanent i et andet land eller region.

## Emigrationer
I nyere tid har nybyggere blandt andet foretaget følgende emigrationer:
- Indbyggere, som rejste fra Storbritannien til Australien og New Zealand.
- Folk som trak fra øst mod vest i USA i 1700-/ 1800-tallet.
- Boerne som trak fra Kap-provinsen til Transvaal i Sydafrika i det 19. århundrede.
- Jødiske befolkninger fra adskillige lande, som rejste til Palæstina i det 20. århundrede.

| Historie | Spire Denne historieartikel er en spire som bør udbygges. Du er velkommen til at hjælpe Wikipedia ved at udvide den. |